# Bertiera zaluzania
Bertiera zaluzania är en måreväxtart som beskrevs av Philibert Commerson och Carl Friedrich von Gärtner. Bertiera zaluzania ingår i släktet Bertiera och familjen måreväxter.
Artens utbredningsområde är Mauritius. Inga underarter finns listade i Catalogue of Life.